# Њевољње
Њевољње (слч. Nevoľné) насељено је мјесто са административним статусом сеоске општине (слч. obec) у округу Жјар на Хрону, у Банскобистричком крају, Словачка Република.

## Становништво
| Година:    | 1994. | 2004.   | 2014.   | 2024.   |
| ---------- | ----- | ------- | ------- | ------- |
| Број људи: | 428   | 423     | 409     | 390     |
| Разлика:   |       | -1,16 % | -3,30 % | -4,64 % |

| Година:    | 2023. | 2024.   |
| ---------- | ----- | ------- |
| Број људи: | 386   | 390     |
| Разлика:   |       | +1,03 % |

Према подацима о броју становника из 2011. године насеље је имало 429 становника.